# Leicester Market

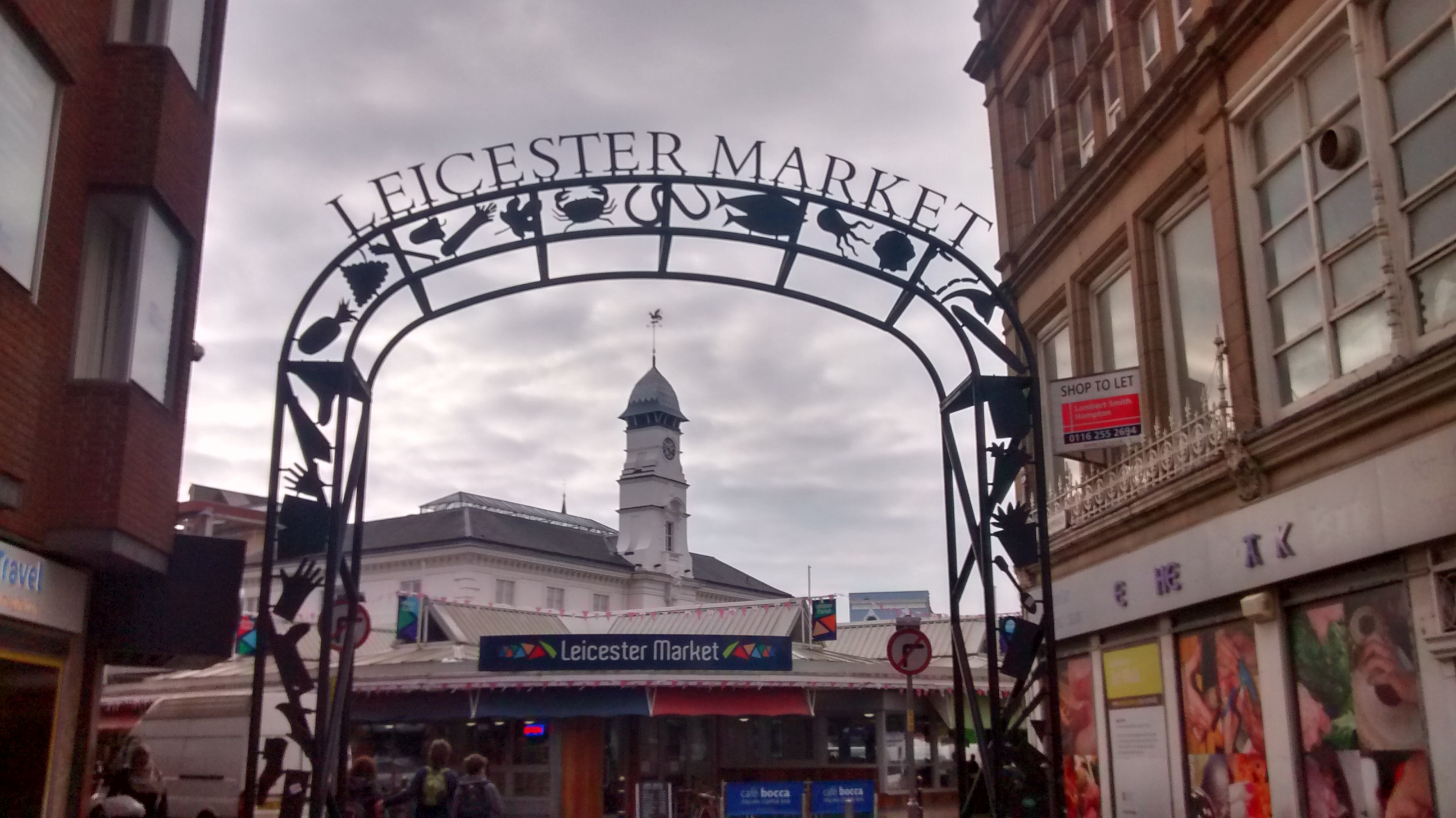
Leicester Market

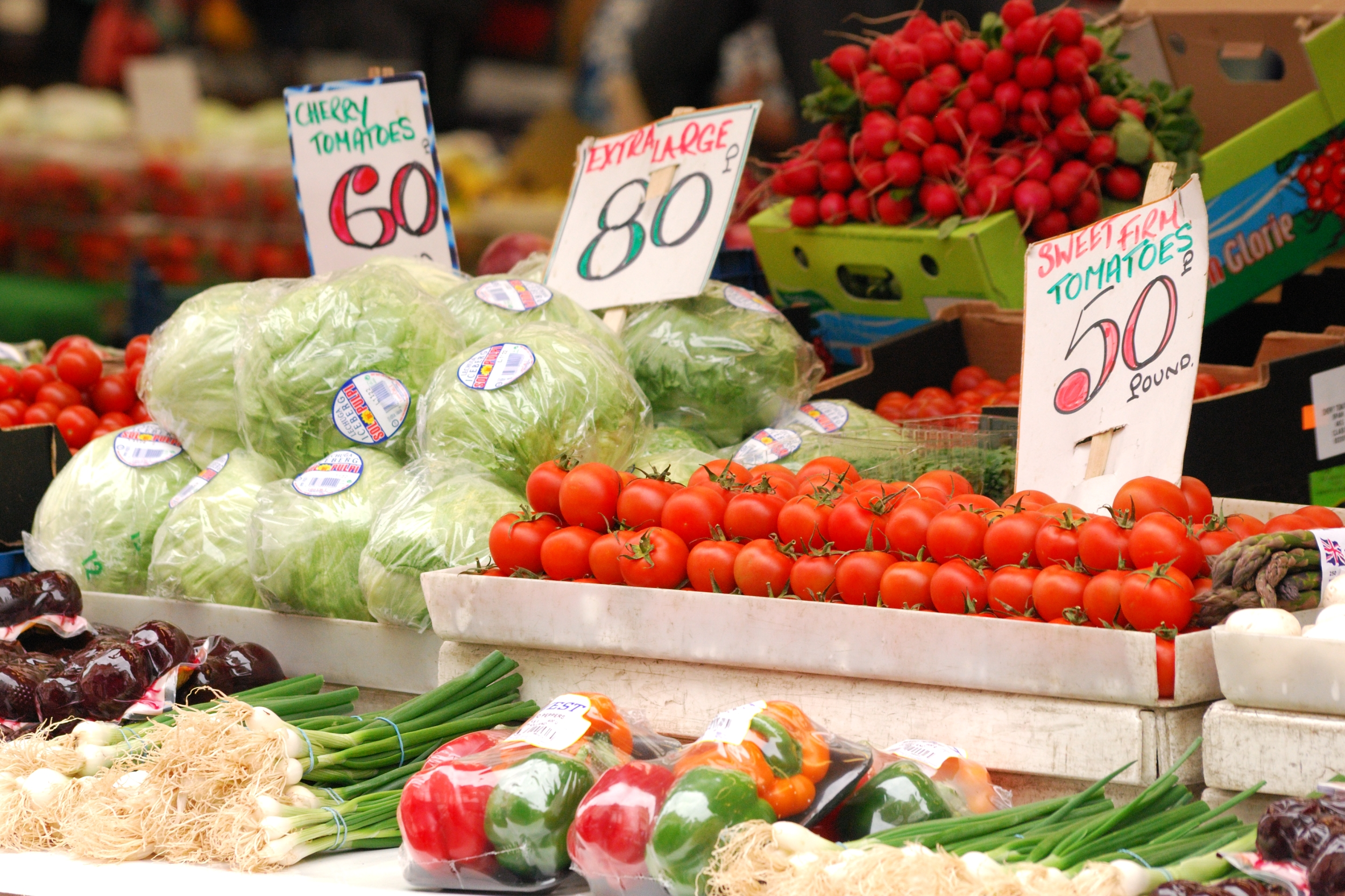
Produkty oferowane na rynku – posłuchaj

Leicester Market – rynek w mieście Leicester w Wielkiej Brytanii w centrum miasta pomiędzy ulicami Market Place, Cheapside Street blisko dwóch największych galerii handlowych w mieście Haymarket, Highcross.
Rynek posiada największe zadaszenie w części Europy.
Handel na rynku odbywa się od poniedziałku do soboty na ponad 270 stoiskach.
Ofertę handlową stanowią przede wszystkim: owoce, warzywa, mięso, wędliny, ryby, kwiaty, tekstylia, ubrania, biżuteria, kosmetyki.